# Penton Mewsey
Penton Mewsey es una aldea y parroquia civil ubicada en Hampshire (Inglaterra). Se encuentra 3,2 km al noroeste de Andover.
La aldea cuenta con algo más de 400 habitantes, repartidos en alrededor de 110 casas. El nombre Penton proviene de Penitone, que es una granja arrendada por un penique. La aldea está adyacente al caserío y parroquia de Penton Grafton. Ambas aldeas son conocidas colectivamente como "The Pentons".
Hasta la década de 1920, los Pentons eran principalmente comunidades agrícolas que criaban ovejas y cultivaban maíz, un cereal típico del norte de Hampshire en ese momento. Los Pentons todavía están rodeados de tierras de cultivo que actualmente son completamente arables. Hoy en día, tres establos ofrecen las principales actividades comerciales basadas en la aldea. La iglesia de la Santísima Trinidad data del siglo XIV, aunque fue ampliamente renovada en el siglo XIX.
También es la residencia actual de Sir George Young.

## Historia
El territorio ocupado en la actualidad por la parroquia de Penton Mewsey estuvo habitado por primera vez, como mínimo, desde la Edad del Bronce.
De época romana, quedan dos yacimientos de granjas romanas y probablemente haya al menos uno más.
Es casi seguro que el pueblo actual data de finales de la época sajona durante el siglo X o principios del siglo XI, cuando muchos otros pueblos alrededor de Andover y la propia ciudad surgieron por primera vez en lo que había sido el bosque de caza real. En el Domesday Book (1086) aparecen dos entradas para 'Penitone': una, que pertenece al rey Eduardo el Confesor y la otra (en la actualidad, la aldea adyacente de Penton Grafton dentro de la actual parroquia civil homónima), que pertenece a Edith de Wessex, la esposa de Eduardo el Confesor. El desarrollo de los últimos 100 años ha convertido a Mewsey y Grafton en una comunidad con una población combinada de aproximadamente 800 habitantes en 2010.
Mewsey (escrito de varias maneras) aparece por primera vez en 1167, cuando la propiedad pertenecía a una familia anglo-normanda, los Maisey. Esta familia también poseía otras mansiones en Wiltshire y un miembro era alguacil del cercano castillo de Ludgershall. La Iglesia de la Santísima Trinidad fue construida hacia 1365 probablemente por el entonces nuevo señor de la mansión, Edmund Stonor, cuya riqueza familiar también se basaba en la lana y cuya conexión (aunque no residencia) con el pueblo duraría casi otros tres siglos.
En la Edad Media, Penton tenía muchas ovejas y producía vellones y lana, que vendía a través de Andover para su exportación a los Países Bajos. El cultivo herbáceo se realizaba en campos abiertos divididos en franjas.
Desde el siglo XVI en adelante, la economía de Penton, como la de muchas otras comunidades del noroeste de Hampshire, continuó dependiendo del ganado ovino y del maíz para obtener ingresos y sus campos abiertos se fueron centrando poco a poco en campos más grandes destinados a una sola ocupación.
Después de la Segunda Guerra Mundial, la agricultura mixta comenzó a desaparecer y el número de explotaciones se redujo. Hoy en día, sólo hay un agricultor residente y el único cultivo son cereales, pero todavía prosperan tres establos. La gran mayoría de los habitantes actuales se ganan la vida trabajando fuera del pueblo. Muchos de ellos viajan a diario a otras localidades, algunos incluso hasta Londres.
Los apellidos más comunes en la localidad son Noyes/Noyce, Hillier, Guyatt, Wale, Grace, Jeffries, Dudman, Hutchins, Dunning y Sturgess.